# Joseph Patrick Lynch
Joseph Patrick Lynch (* 16. November 1872 in St. Joseph, Michigan; † 19. August 1954 in Dallas, Texas) war ein US-amerikanischer römisch-katholischer Geistlicher. Lynch war Bischof des Bistums Dallas und war mit 43 Jahren Amtszeit der bislang längstdienende Bischof in der Geschichte der Vereinigten Staaten.

## Leben
Joseph Patrick Lynch war das älteste von acht Kindern von John Valentine und Veronica Jane Lynch. Sein Vater hatte irische, seine Mutter kanadische Wurzeln. 1887 trat er ins Saint Francis de Sales Seminary in Milwaukee (Wisconsin) ein. Seinen Schulabschluss erlangte er 1891 am St. Charles College in Ellicott City (Maryland). Anfang der 1890er Jahre änderte Lynch seine Studienrichtung und begann Rechtswissenschaften zu studieren. Er praktizierte Mitte der 1890er Jahre für wenige Jahre als Rechtsanwalt.
Es war Bischof Edward Joseph Dunne, der Lynch ermutigte, Priester zu werden. Er trat daraufhin ins Priesterseminar Kenrick–Glennon Seminary in St. Louis (Missouri) ein. Am 9. Juni 1900 empfing Lynch das Sakrament der Priesterweihe. Er begann seine klerikale Laufbahn als Kurat an der Cathedral Santuario de Guadalupe in Dallas (Texas). 1902 wurde er Kaplan der St. Stephen's Church in Weatherford, einer Kleinstadt in Parker County. Hier, wie auch in Handley, einem Vorort von Fort Worth war er maßgeblich am Bau von zwei Kirchen beteiligt. 1903 gründete er mit der St. Edward's Church in Dallas selbst eine eigenständige Gemeinde, wo er neben der Kirche auch das Pfarrhaus und eine Konfessionsschule begründete.
Im Juni 1910 wurde Lynch zum Generalvikar des Bistums Dallas ernannt, und nur zwei Monate später, nachdem Bischof Dunne Anfang August 1910 verstarb, Apostolischer Administrator des Bistums.
Papst Pius X. ernannte Lynch nur ein Jahr später, am 8. Juni 1911, zum Bischof von Dallas. Das Sakrament der Bischofsweihe spendete ihm Erzbischof Jakob Hubert Blenk am 12. Juli 1911. Mitkonsekratoren waren die Bischöfe Nicolaus Aloysius Gallagher und John Baptist Morris.
Lynch fand bei Amtsantritt eine riesige 118.000 Quadratmeilen große Diözese vor, die 109 Counties von Texas umfasste. Mit Hilfe des Vatikans spalteten sich während seiner Amtszeit drei neue Bistümer ab, das Bistum El Paso im Jahr 1914, das Bistum Amarillo im Jahr 1926 und zuletzt 1953 das Bistum Austin.
Nach der Mexikanischen Revolution war Lynch einer der Fürsprecher von Mexikanern in Texas. 1915 gründete er eine eigene Missionskirche für Mexikanische Amerikaner in Dallas. Lynch, dessen Spitzname Lion of Texas lautete, galt als begnadeter Redner und Kommunikationsgenie. So hielt er feierliche Ansprachen unter anderem 1936 am 100. Jahrestag der Schlacht von Alamo.  Auch war er derart beliebt, dass er gebeten wurde, zahlreiche Priester zu Bischöfen zu weihen. Auch weihte er über 100 Männer zu Priestern. Die Anzahl der Katholiken in seinem Bistum stieg von 20.000 auf über 125.000 Gläubige. 1929 gründete er eine Kirche für afroamerikanische Katholiken in Fort Worth.
Am 13. Mai 1936 erhielt er den Ehrentitel Päpstlicher Thronassistent.
Lynch diente seinem Bistum bis zu seinem Tod im August 1954. Er wurde 81 Jahre alt und war 43 Jahre lang Bischof gewesen.